# Liste des sites Natura 2000 de la Moselle
Cet article recense les sites Natura 2000 de la Moselle, en France.

## Statistiques
La Moselle compte 27 sites classés Natura 2000. 21 bénéficient d'un classement comme site d'intérêt communautaire (SIC), 6 comme zone de protection spéciale (ZPS).

## Liste
| Site                                                                                    | Type | Superficie (ha) | Fiche     | Coordonnées                      | Photo |
| --------------------------------------------------------------------------------------- | ---- | --------------- | --------- | -------------------------------- | ----- |
| Carrières souterraines et pelouses de Klang - gites à chiroptères                       | SIC  | +0059,          | FR4100170 | 49° 19′ 18″ nord, 6° 21′ 52″ est |       |
| Complexe de l'étang de Lindre, forêt de Romersberg et zones voisines                    | SIC  | +5 308,         | FR4100219 | 48° 47′ 27″ nord, 6° 48′ 13″ est |       |
| Côte de Delme et anciennes carrières de Tincry                                          | SIC  | +0310,          | FR4100169 | 48° 54′ 42″ nord, 6° 21′ 30″ est |       |
| Cours d'eau, tourbières, rochers et forêts des Vosges du Nord et souterrain de Ramstein | SIC  | +2 013,         | FR4100208 | 49° 02′ 55″ nord, 7° 35′ 37″ est |       |
| Crêtes des Vosges mosellanes                                                            | SIC  | +1 583,         | FR4100193 | 48° 35′ 10″ nord, 7° 14′ 46″ est |       |
| Étang et forêt de Mittersheim, cornée de Ketzing                                        | SIC  | +1 460,         | FR4100220 | 48° 50′ 01″ nord, 6° 55′ 41″ est |       |
| Landes et tourbières du camp militaire de Bitche                                        | SIC  | +0173,          | FR4100212 | 49° 04′ 57″ nord, 7° 31′ 19″ est |       |
| Marais d'Ippling                                                                        | SIC  | +0055,          | FR4100215 | 49° 05′ 47″ nord, 7° 00′ 27″ est |       |
| Marais de Vittoncourt                                                                   | SIC  | +0057,          | FR4100214 | 49° 01′ 36″ nord, 6° 27′ 58″ est |       |
| Mines du Warndt                                                                         | SIC  | +0169,          | FR4100172 | 49° 06′ 09″ nord, 6° 39′ 19″ est |       |
| Pelouses de Lorry-Mardigny et Vittonville                                               | SIC  | +0127,          | FR4100164 | 48° 59′ 52″ nord, 6° 04′ 39″ est |       |
| Pelouses à Obergailbach                                                                 | SIC  | +0153,          | FR4100168 | 49° 07′ 28″ nord, 7° 13′ 58″ est |       |
| Pelouses du pays messin                                                                 | SIC  | +0680,          | FR4100159 | 49° 06′ 36″ nord, 6° 04′ 27″ est |       |
| Pelouses et rochers du pays de Sierck                                                   | SIC  | +0683,          | FR4100167 | 49° 27′ 10″ nord, 6° 21′ 39″ est |       |
| Pelouses et vallons forestiers du Rupt-de-Mad                                           | SIC  | +1 702,         | FR4100161 | 49° 00′ 01″ nord, 5° 55′ 34″ est |       |
| Secteurs halophiles et prairies humides de la vallée de la Nied                         | SIC  | +0737,          | FR4100231 | 48° 59′ 23″ nord, 6° 25′ 58″ est |       |
| Vallée de la Nied réunie                                                                | SIC  | +1 302,         | FR4100241 | 49° 13′ 36″ nord, 6° 28′ 39″ est |       |
| Vallée de la Seille (secteur amont et Petite-Seille)                                    | SIC  | +1 477,         | FR4100232 | 48° 46′ 57″ nord, 6° 35′ 01″ est |       |
| Vallées de la Sarre, de l'Albe et de l'Isch - Marais de Francaltroff                    | SIC  | +0970,          | FR4100244 | 48° 58′ 19″ nord, 6° 53′ 14″ est |       |
| Vallon de Halling                                                                       | SIC  | +0017,          | FR4100213 | 49° 29′ 04″ nord, 6° 14′ 38″ est |       |
| Vallons de Gorze et grotte de Robert Fey                                                | SIC  | +0299,          | FR4100188 | 49° 04′ 16″ nord, 6° 00′ 34″ est |       |
| Crêtes du Donon-Schneeberg, Bas-Rhin                                                    | ZPS  | +6 810,18       | FR4211814 | 48° 34′ 26″ nord, 7° 14′ 10″ est |       |
| Crêtes des Vosges mosellanes                                                            | ZPS  | +1 583,         | FR4112007 | 48° 35′ 10″ nord, 7° 14′ 46″ est |       |
| Étangs du Lindre, forêt de Romersberg et zones voisines                                 | ZPS  | +5 308,         | FR4112002 | 48° 47′ 27″ nord, 6° 48′ 13″ est |       |
| Forêts, rochers et étangs du pays de Bitche                                             | ZPS  | +6 279,         | FR4112006 | 49° 01′ 00″ nord, 7° 32′ 20″ est |       |
| Plaine et étang du Bischwald                                                            | ZPS  | +2 512,         | FR4112000 | 49° 00′ 36″ nord, 6° 39′ 35″ est |       |
| Zones humides de Moselle                                                                | ZPS  | +0210,          | FR4110062 | 49° 01′ 35″ nord, 6° 27′ 59″ est |       |